# ライアン ST
ライアン ST シリーズ
YPT-16
- 用途：娯楽（民用）・練習機（軍用）
- 分類：レシプロ単葉機
- 設計者：T・クロード・ライアン
- 製造者：ライアン・エアロノーティカル
- 運用者
  - アメリカ陸軍航空隊/アメリカ陸軍航空軍
  - アメリカ海軍
  - オランダ領東インド陸軍・海軍
  - オーストラリア空軍
- 初飛行：1934年6月8日
- 生産数：1,568機

ライアン ST (Ryan ST) はライアン・エアロノーティカルが1930年代より製造したタンデム複座の低翼式単葉機。民間での娯楽、あるいは飛行学校や各国の軍隊で練習機として使用された。
なお本機(ST)には多数の仕様・派生型が存在するが、まとめて本稿にて扱う。

## 設計・開発

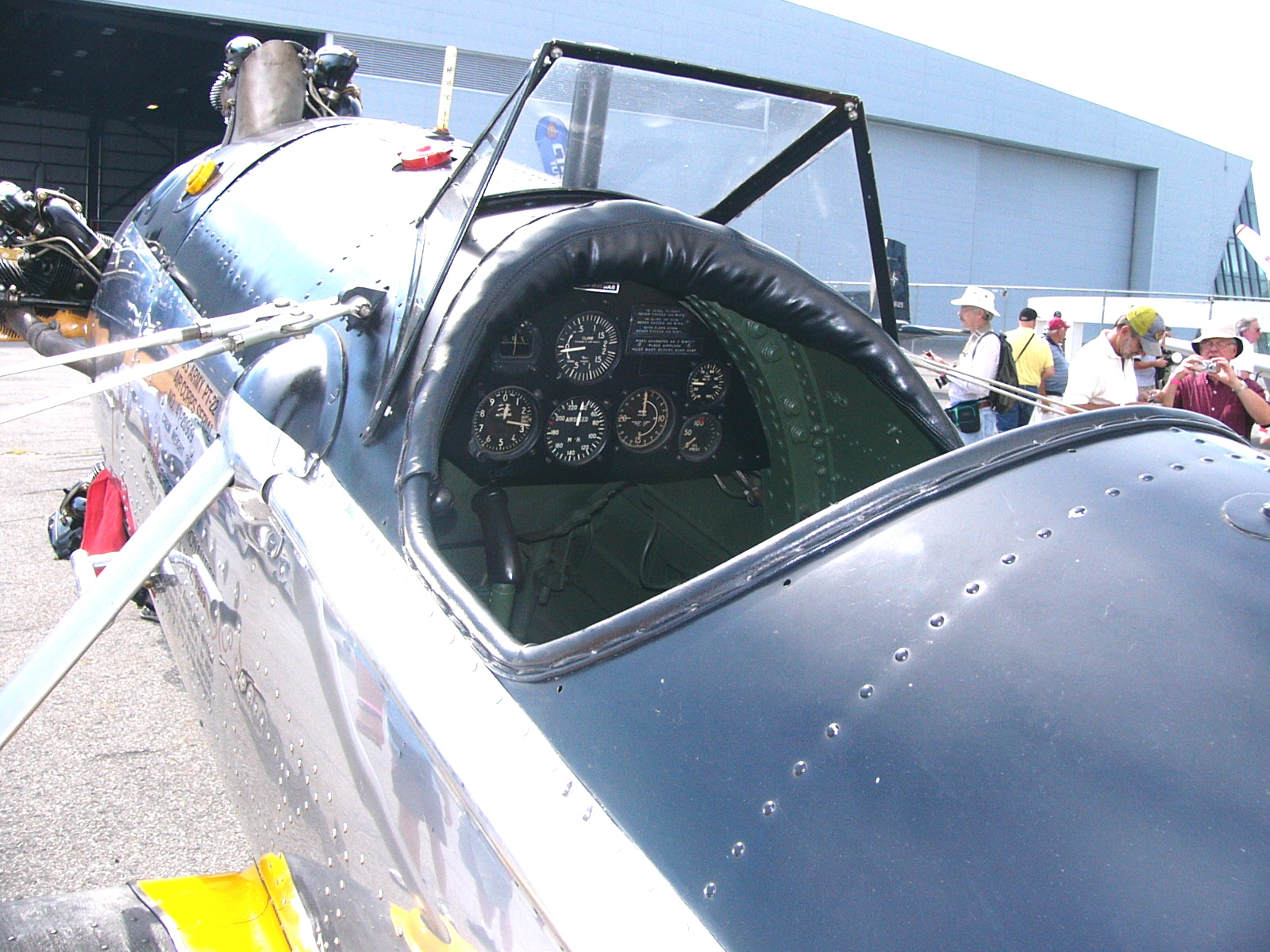
STの軍用練習機型である PT-22 Recruit の前部コックピット

機体設計者のT・クロード・ライアンはチャールズ・リンドバーグの大西洋横断で有名なスピリットオブセントルイス号（機体は『ライアン NYP』）を製作したライアン・エアライナーズの創設者であった。ライアン・エアライナーズはライアンが創始した最初の会社で、ライアン・エアロノーティカルはライアンが立ち上げに関わり、彼の名を冠した4番目の会社であった（以前に一度同名の企業を起こしているが、ジーメンスに買収されていた）。ライアンは1933年に同社での最初の設計機としてSTの開発を開始した
。ST（もしくはS-T）とは Sport Trainer の頭字語である。
STは金属製セミモノコックの胴体に開放式のタンデム複座コックピットを備えていた。胴体は主翼桁の荷重を支える2つのメインフレームと別の6つのフレームから成り、メインフレームのうち一方は鋼製、他方は鋼とアルミニウム合金（製品名：alclad）を半分ずつ含んでいた。その他のフレームおよび外殻はalclad製であった。内翼前縁の桁は単純な管であり、外翼との境目付近で胴体上部に一端を固定された外部の支柱と接続していた。内翼後縁の桁はトラス状構造を有していた。一方、外翼部の桁はトウヒの厚板から作製された。小骨はalclad製で、翼の捻れを防ぐために桁に対し斜め方向にも支持棒が組み込まれた。前縁部の外皮はalclad、その他の部分は布羽張りであった。また、外翼は固定脚式の降着装置と胴体上部に固定された複数の張線で支持された。
まず最初に5機のSTが製作された。続いてエンジンをアップグレードしたST-A（もしくはS-T-A）が開発された。ST-AのAはAerobatics（曲技飛行）に由来する。また同時期にST-Bと呼ばれた単座の機体が1機製作されている。これは撤去した前部コックピットに燃料槽を搭載したものであるが、後にST-A標準仕様に戻された。その後ST-Aのエンジンをさらに強力なものにした ST-A Special が生まれた。
1937年、ST-A Special は軍用型であるSTMシリーズ（ST-Mとも）へと発展する。STMではパイロットがパラシュートを装着したまま出入りしやすいようにコックピット内部が広く改装された。また、一部では機関銃の搭載を想定していた。1挺の機関銃で武装した単座のSTM-2PなどSTMの各派生型は中華民国やオランダ領東インドへと送られた。なお、STM-S2は通常の車輪式降着装置を浮子式降着装置（製品名：EDO Model 1965）に換装し水上機とすることが可能であった。
STMの後、1941年にST-3が製作された。これは本質的に再設計であり、信頼性に劣るMenasco社製エンジンの換装を意図したものでもあった。ST-3の開発はアメリカ陸軍航空隊 (USAAC) の要求に端を発する。USAACは数十機のSTM派生型を購入し、様々な制式番号の元で試験運用を行ったが、この間にライアン・エアロノーティカルへ一部の機体のエンジンを Kinner R-440 （R-440は軍での制式番号であり、製品名はB-5）へと換装させていた。陸軍はこの換装が成功であったことを確認すると、R-440を標準エンジンとし、運用中に得られたいくつかの要求を取り入れた改良型（すなわちST-3）の設計を同社に依頼したのである。ST-3の胴体は従来より長く、断面はより広い円形になった。これはR-440が星型エンジンのためである。また、方向舵の再設計、補助翼と昇降舵のバランス調整、加えて降着装置の伸長と軌間の拡張が行われた。なお、それまでのSTシリーズで見られた流線型の車輪覆いはこの際に撤去されている。ST-3は陸軍およびアメリカ海軍 (USN) から発注された軍用STの基本形となった。
1941年から1942年初頭にかけてST-3を元としたST-3KRが開発された（KRはエンジン製造会社Kinnerとエンジン形Radialから）。ST-3KRはR-440 (B-5) よりも強力な Kinner R-5 を搭載し、最多量産型となった。第二次世界大戦中には1000機以上が生産されている。STの最終型はST-4で、これは戦時下の資材枯渇に備えてST-3の胴体を木製とした派生型であったが、そのような事態は杞憂に終わったため量産には至らなかった。

## 生産・運用実績

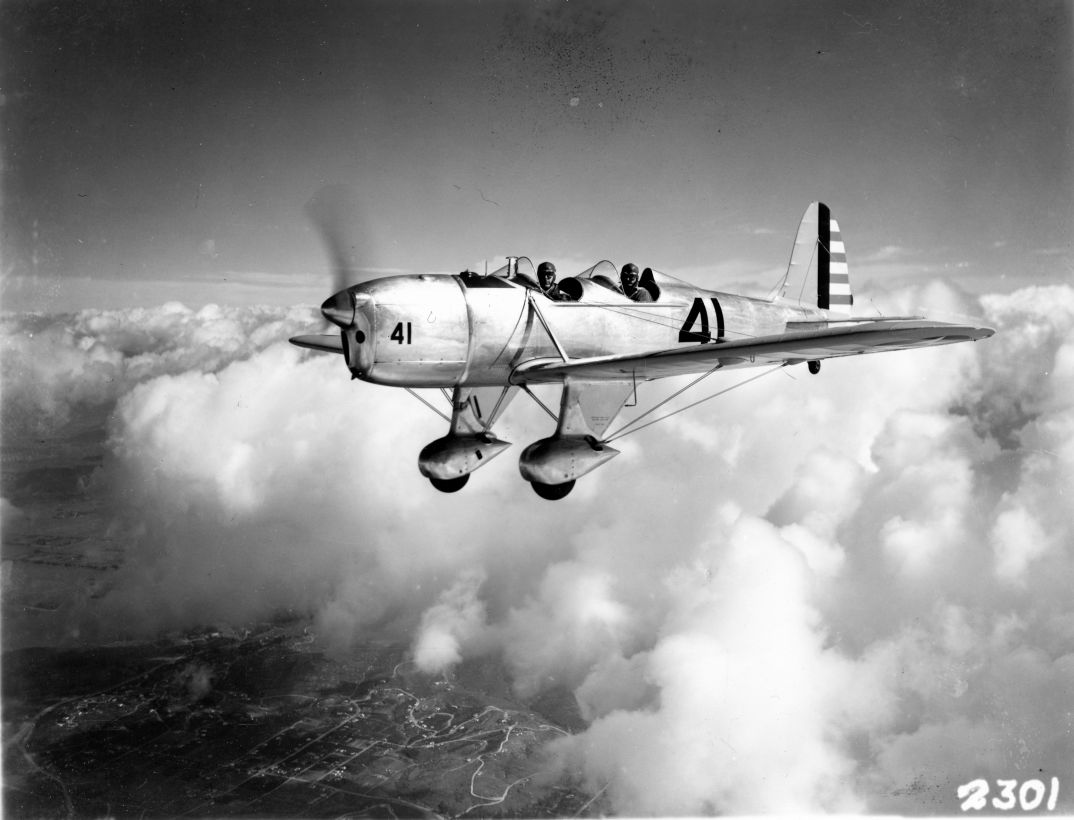
飛行中のPT-20

最初のSTは1934年6月8日に初飛行を行っている。翌年から生産が始まり、9機が納入された。46機が生産された1937年を除く数年間の生産率は低く、2週間に1機程度の割合であった。この状況が変わるのは軍事需要が高まった1940年に入ってからである。同年の生産は1週間に3機にまでペースアップした。アメリカが第二次世界大戦に参戦するまでに生産されたSTの派生型は315機であるが、総生産数1,568機のうち1,253機は戦時下の1942年から1943年にかけて製造されており、いずれも軍用であった。
民間向けSTは主にアメリカ国内で販売されたが、ごく少数が南アフリカ、オーストラリア、南アメリカ諸国へと輸出されている。
1939年にUSAACが1機のST-Aを評価試験用に購入し、XPT-16の制式番号を与えた。続いてYPT-16として15機が納入されたが、これは陸軍航空隊初の単葉練習機の発注であった。これらが先鞭となり、USAACとその後身であるアメリカ陸軍航空軍 (USAAF) およびUSNにおいて1000機以上のST派生型が使用されることになる。
アメリカが第二次世界大戦に参加する以前の1930年代から1940年代初頭にかけ、少なくない数のSTMが様々な国の軍隊に向けて輸出された。最多納入先はオランダ領東インドであった。1940年と1941年初頭に同植民地の陸・海軍は84機のSTM-2と24機のSTM-S2を受領している。また、計50機のSTM-2EとSTM-2Pが中華民国に、その他の機体がボリビア、エクアドル、グアテマラ、ホンジュラス、メキシコ、ニカラグアへ輸出された。
日本軍のオランダ領東インド侵攻後、オランダ軍の多数のST派生型が実戦参加を余儀なくされ主に偵察任務に従事したが、多くは撃墜されるか地上で破壊されてしまった。ジャワ島のカリジャジ飛行場では2機のPT-20が日本軍に鹵獲され、調査を受けている。日本軍に鹵獲されずオーストラリアへ逃げることができたSTM-2とSTM-S2のうち34機はオーストラリア空軍の練習機として働いた。大戦後まで残存した機体の多くはオーストラリアや別の地域で民間機として登録され、その一部は製造から70年を経た現在もなお飛び続けている。

## 派生型
ST原型機であり最初期の型。Menasco B4 エンジン（95hp）搭載。5機製造。
ST-A曲芸飛行向けのSTの発展型。Menasco C4 エンジン (125hp) 搭載。73機製造。
ST-A SpecialST-Aの発展型。Menasco C4S エンジン (150hp) 搭載。10機製造。
ST-BST-Aを単座とし、前部コックピットの代わりに燃料槽を設置した試作型。1機のみ製作されたが、後にST-A仕様へ改修された。
STMより広いコックピットを備え、機関銃を搭載可能とした ST-A Special の軍用型。22機製造。
STM-2STMのオランダ領東インド軍向け。95機製造。
STM-2ESTMの中華民国向け。Menasco C4S2 エンジン (165hp) 搭載。48機製造。
STM-2PSTM-2Eの単座型。STM-2Eと同じく中華民国向けとされ1挺の機関銃を搭載可能としていた。2機製造。
STM-S2降着装置の車輪を浮子に換装可能なSTM-2の派生型。オランダ領東インド海軍向け。13機製造。
ST-W実験的に Warner Scarab 星型エンジンを装備した型。USAACのYPT-16から改修した機体（Scarab エンジン搭載、出力125hp）、PT-20Aから改修した機体（Super Scarab エンジン搭載、出力160hp）が存在した。
ST-3胴体を改修し、Kinner B-5 星型エンジン (125hp) を搭載した型。1機製造（非軍用機）。
ST-3KRST-3のエンジンを Kinner R-5 星型エンジン (160hp) に換装した型。1機製造（非軍用機）。
ST-4ST-3の胴体を木製化した型。1機製造（非軍用機）。

### アメリカ軍の制式番号による分類

#### USAAC/USAAF

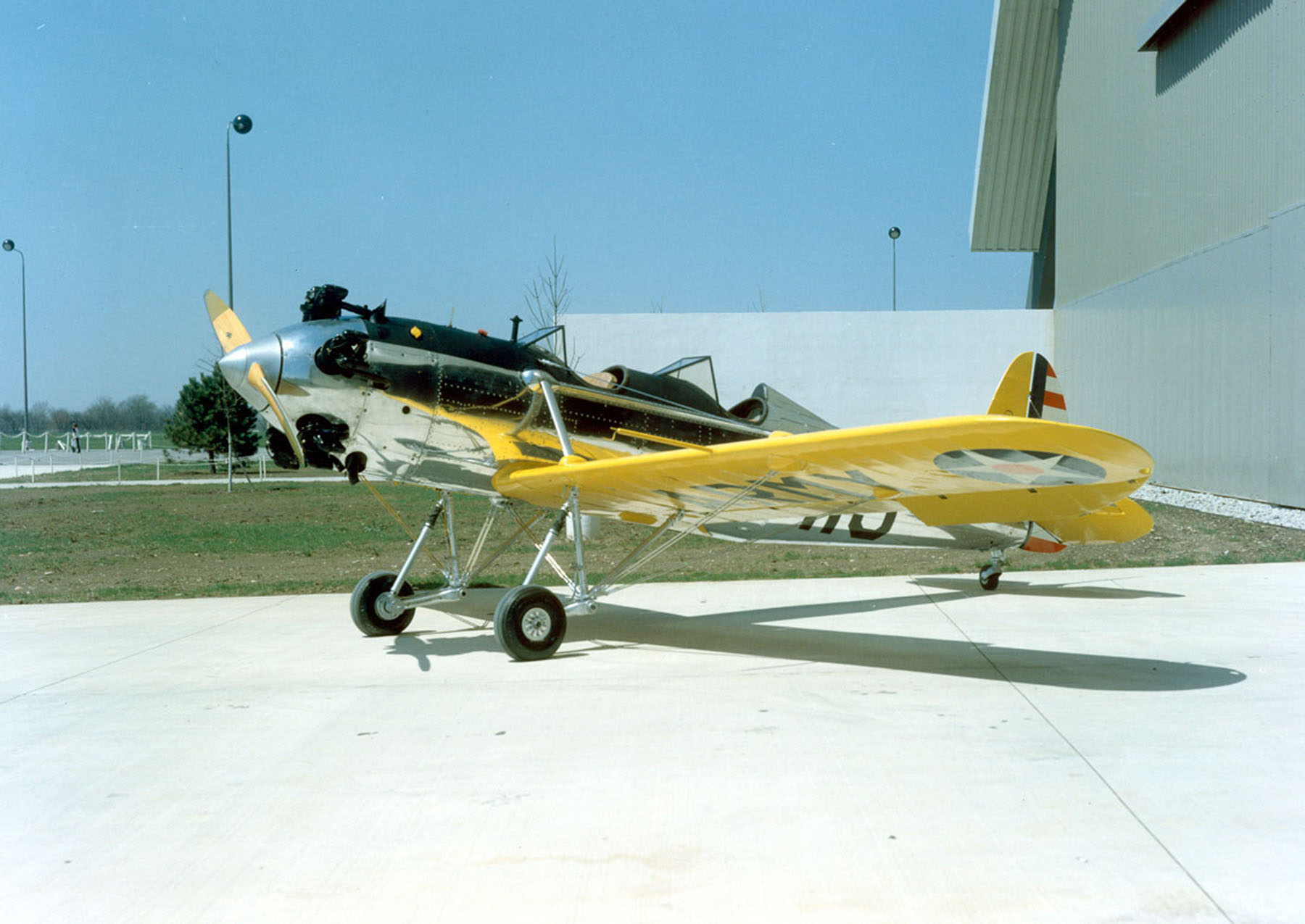
PT-22 Recruit

PT-16
- XPT-16: USAACが評価用に購入した1機のST-A。
- XPT-16A: Kinner R-440 星型エンジン (125hp) に換装されたXPT-16。
- YPT-16: 運用試験用に発注された15機のST-M。
- PT-16A: R-440に換装された14機のYPT-16。

PT-20PT-16の量産型。30機製造。
- PT-20A: PT-20のうちエンジンをR-440に換装した機体。

PT-21ST-3の軍用型。100機製造。
PT-22Kinner R-540-1 エンジンを搭載したST-3KRの軍用型。1,048機製造（ただしPT-22Aを含む）。
- PT-22A: オランダ空軍向けに製造された25機のST-3KR。しかし納入されず、USAAFに引き取られた[1]。
- PT-22C: Kinner R-540-3 エンジンに換装された機体。250機が本仕様に改修された[1][19]。

YPT-25評価用に発注されたST-4の軍用型。5機製造。

#### USN
NR-1ST-3の海軍向け。100機製造。

## 運用国
オーストラリア
- オーストラリア空軍

 ボリビア
 中華民国
 エクアドル
 グアテマラ
 ホンジュラス
 メキシコ
 オランダ領東インド
- オランダ領東インド空軍
- オランダ領東インド海軍

 ニカラグア
 アメリカ合衆国
- アメリカ陸軍航空隊
- アメリカ陸軍航空軍
- アメリカ海軍

## スペック (ST-A)
諸元
- 乗員: 1
- 定員: 1
- 全長: 6.53 m （21 ft 5 in）
- 全高: 2.79 m （9 ft 2 in）
- 翼幅: 9.15 m（30 ft）
- 翼面積: 11.5 m2 （124 ft2）
- 空虚重量: 490 kg （1,081 lb）
- 運用時重量: 726 kg （1,600 lb）
- 有効搭載量: kg （lb）
- 最大離陸重量: kg （lb）
- 動力: Menasco C4 空冷直列4気筒レシプロエンジン 、93 kW （125 hp）   × 1

性能
- 超過禁止速度: km/h （kt）
- 最大速度: 203 km/h （126 mph）
- 巡航速度: km/h （kt）
- 失速速度: km/h （kt）
- フェリー飛行時航続距離: km （海里）
- 航続距離: 589 km （366 miles）
- 実用上昇限度: 5,243 m （17,200 ft）
- 上昇率: 244 m/min （800 ft/s）
- 翼面荷重: 63 kg/m2 （13 lb/ft2）
- 馬力荷重（プロペラ）: 0.13 kW/kg （0.08 hp/lb）